# Arsinoitherium
Arsinoitherium es un género extinto de mamíferos placentarios del orden extinto Embrithopoda, del superorden Paenungulata. Eran de mayor tamaño que los actuales rinocerontes y estaban equipados con un par de cuernos en el hocico. Se trataba de herbívoros parecidos a un rinoceronte que vivieron desde finales del Eoceno a inicios del Oligoceno en el norte de África desde hace 36 a 30 millones de años, en áreas de selvas tropicales y en los márgenes de los manglares. Una especie más reciente, A. giganteum, vivió en Etiopía hace aproximadamente 27 millones de años.

## Descripción

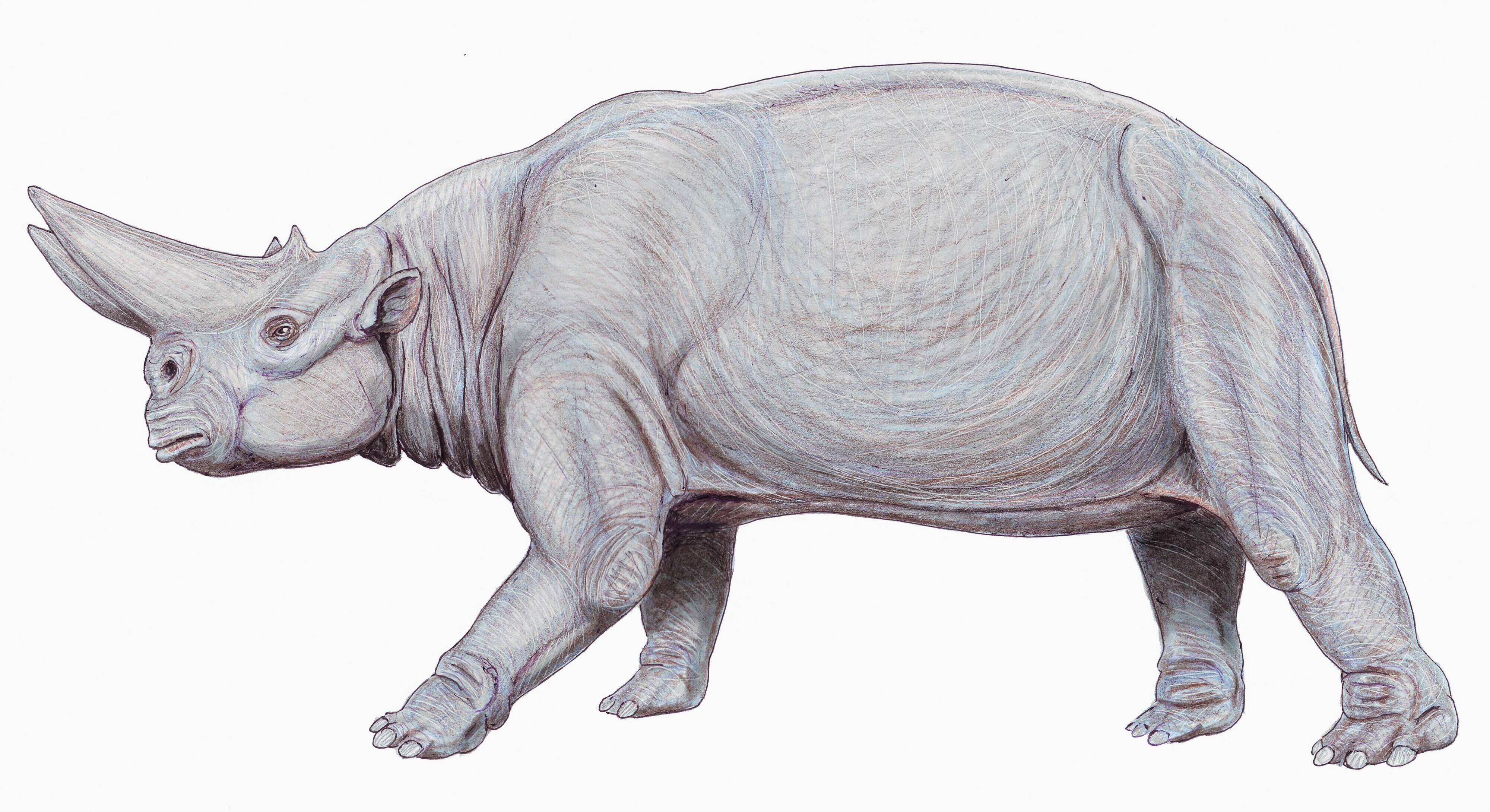
Recreación de A. zitteli.

En vida, el animal se habría asemejado a un rinoceronte, midiendo cerca de 1.75 metros de altura hasta los hombros, 3 metros de largo y un peso de 2.5 toneladas. El rasgo más notable de Arsinoitherium es un par de enormes cuernos similares a conos con núcleos óseos que se proyectaban desde la parte superior de la nariz, inmediatamente seguidos de otro par de cuernos más pequeños, a modo de protuberancias. El esqueleto es muy robusto pero muestra que descendía de un ancestro cursorial, y el animal puede haber sido capaz de correr si necesitaba hacerlo, como los elefantes o rinocerontes modernos. Sus huesos de las extremidades también sugiere que las patas columnares del animal vivo eran más parecidas a las de los elefantes (especialmente dado que terminaban en pies de cinco dedos) que a las de los rinocerontes. Arsinoitherium tenía un juego completo de 44 dientes, el cual es el estado primitivo de la dentadura de los mamíferos placentarios, lo que sugiere que era un ramoneador selectivo. El gran tamaño y la pesada contextura de Arsinoitherium lo habrían hecho en general inmune a la depredación. Sin embargo, los creodontes contemporáneos pueden haber cazado a los individuos jóvenes o enfermos.

## Etimología
El nombre del género deriva de la reina Arsínoe II del Egipto Ptolemaico, cuyo palacio se encontraba cerca del sitio del descubrimiento, el oasis de Fayum. La segunda parte, therium, proviene del término griego θηρίον, el cual significa "bestia".

## Descubrimiento y parientes extintos
Aunque el oasis de Fayum es el único sitio en donde se han hallado esqueletos fósiles relativamente completos de Arsinoitherium, restos de sus parientes anteriores se han encontrado en el sureste de Europa y en Mongolia, en la forma de restos de las mandíbulas. Estos arsinoiterios primitivos aún tienen que ser descritos formalmente. La especie mejor conocida (y la primera en ser descrita) es A. zitteli. Una segunda especie, A. giganteum, fue descubierta en las tierras altas de Etiopía, en el área de Chilga en 2003. Sus dientes fósiles, mucho mayores que lo de A. zitteli, datan de hace unos 28-27 millones de años El material de Mongolia ha sido nombrado como Radinskya yupingae, mientras que los restos europeos han recibido el nomen dubium de Crivadiatherium iliescui, mientras que fósiles de Turquía han sido denominados como Palaeoamasia kansui (que también es un nomen dubium).

## Especies
- Arsinoitherium andrewsii - Egipto
- Arsinoitherium giganteum - Etiopía
- Arsinoitherium zitteli - Egipto, Libia, Angola y Omán

## Galería

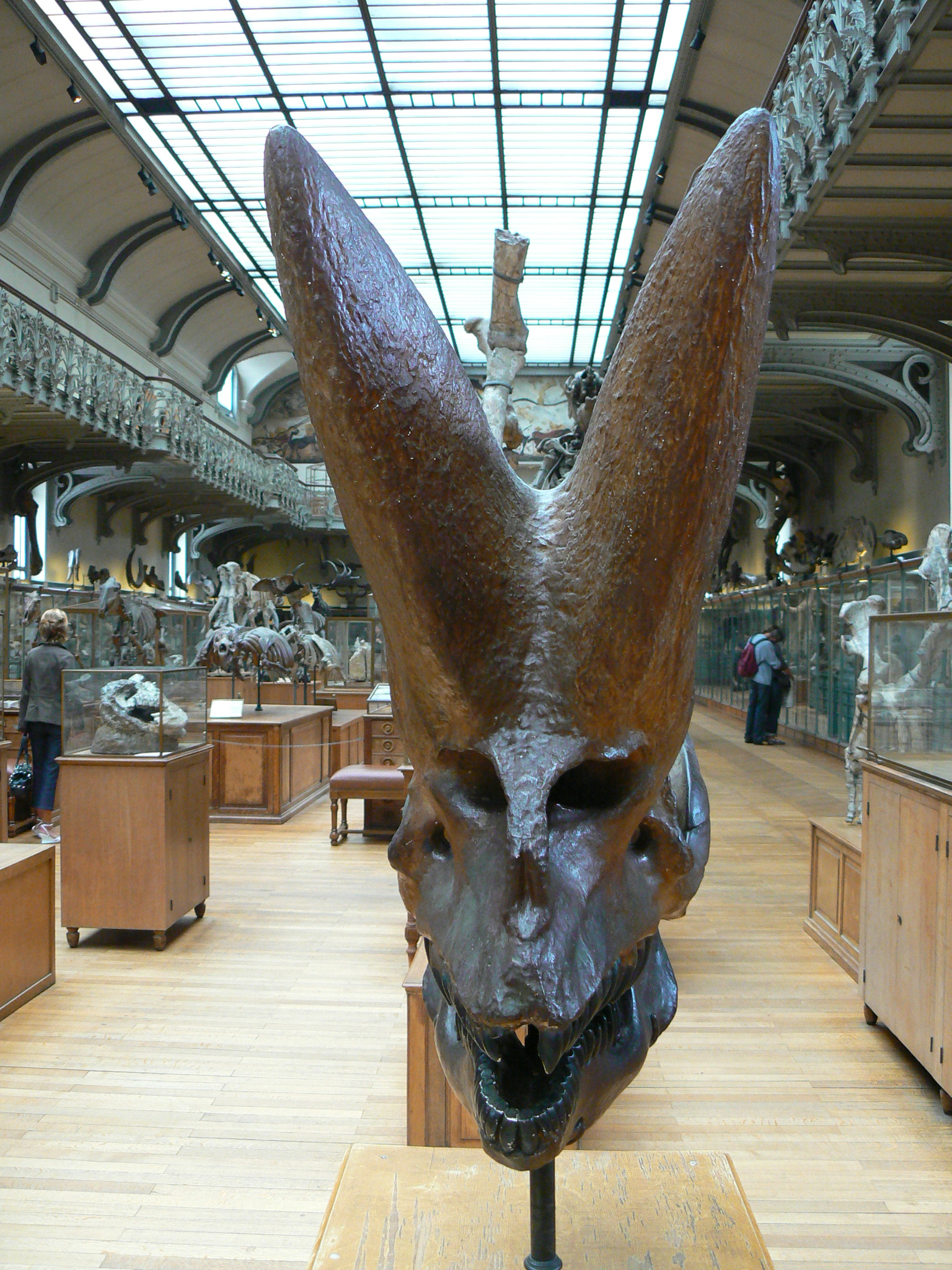
Arsinoitherium zitteli
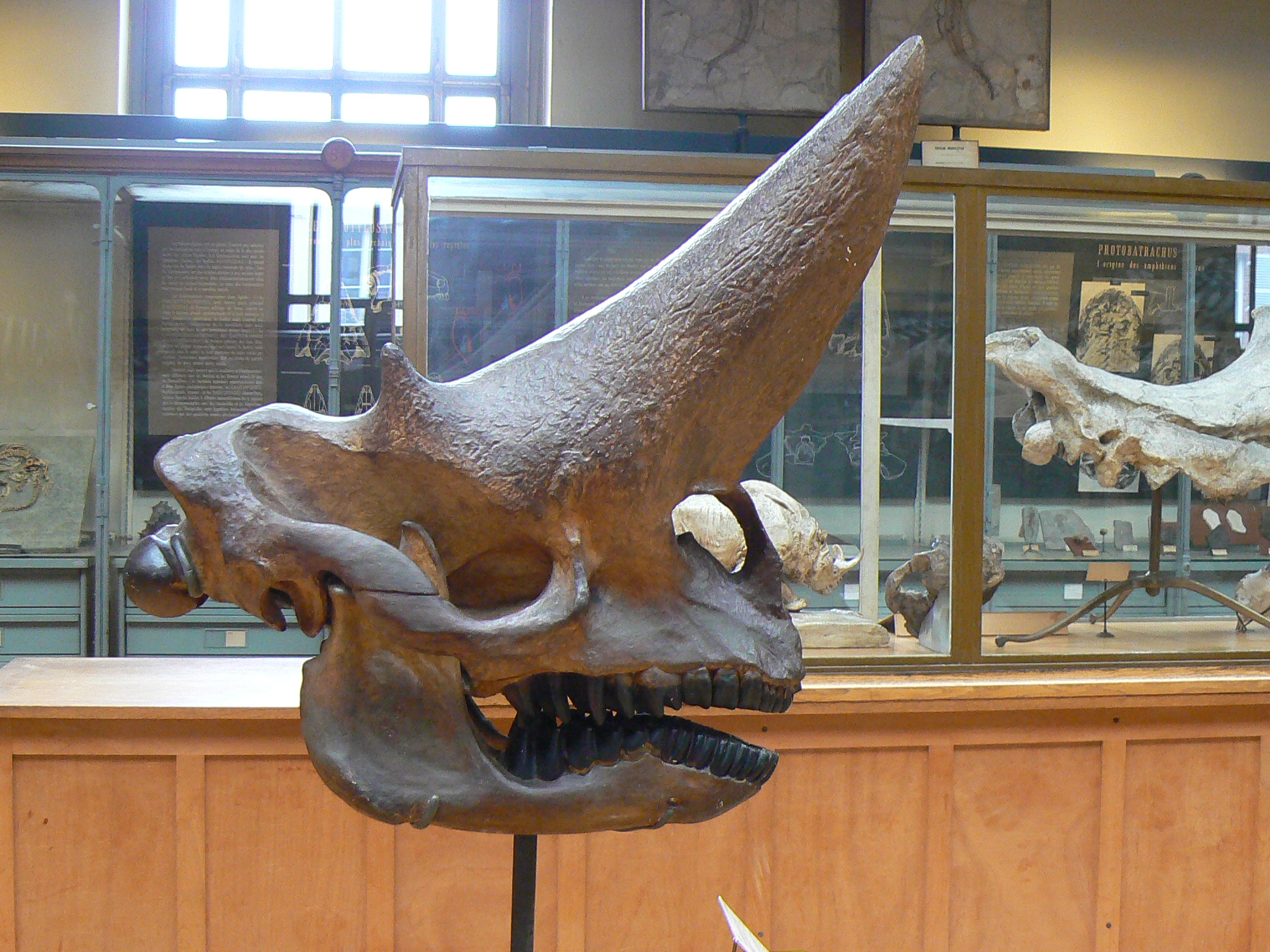
Arsinoitherium zitteli
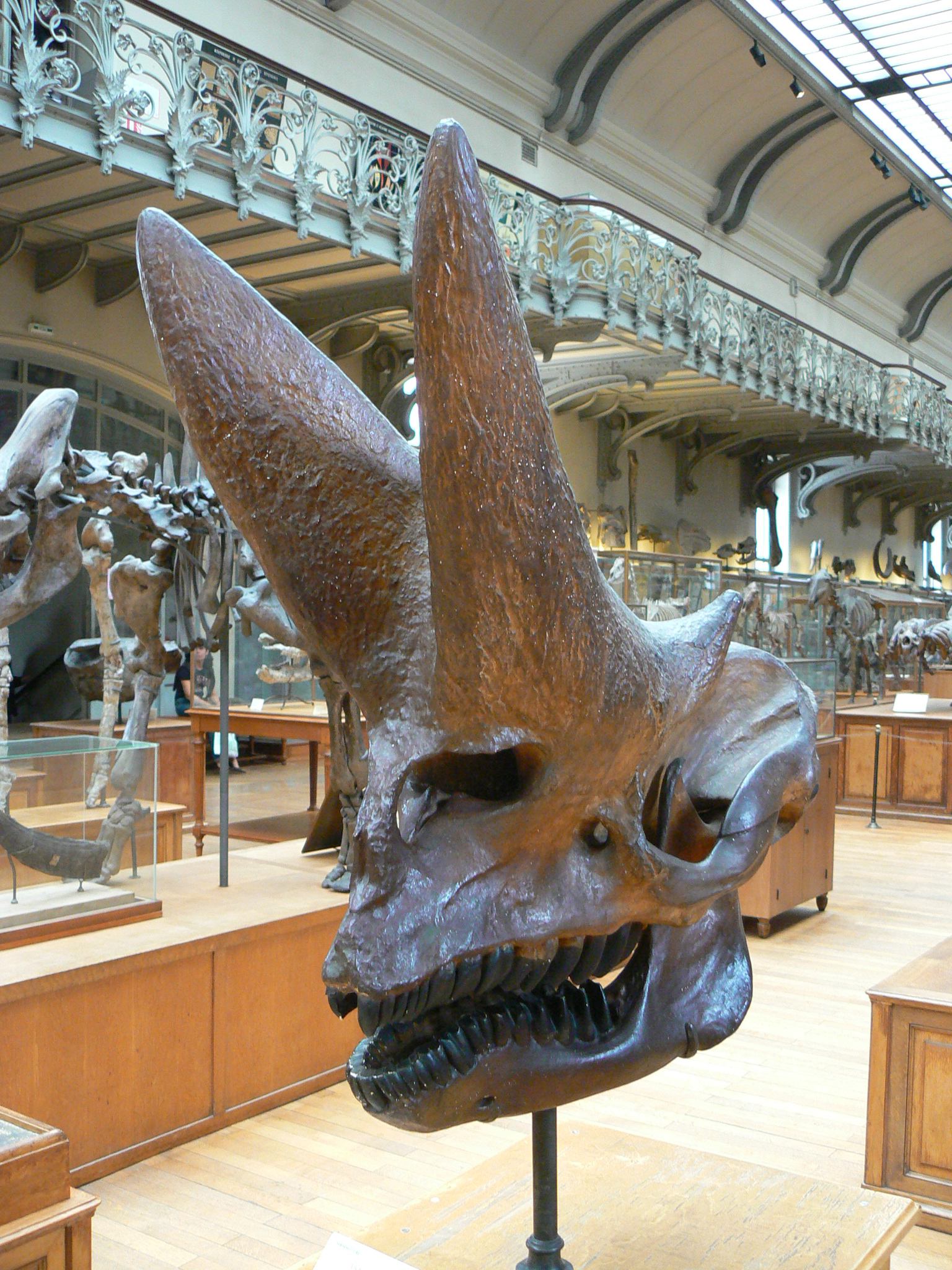
Arsinoitherium zitteli
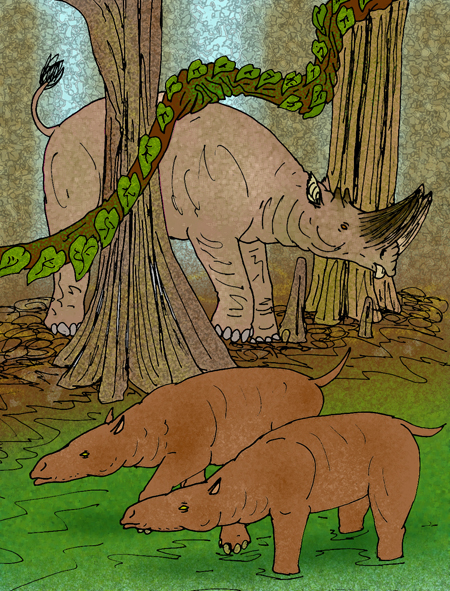
Arsinoitherium (fondo) y Bothriogenys fraasi (delante).